# Swallenia
Swallenia és un gènere de plantes de la subfamília de les cloridòidies, família de les poàcies. La seva única espècie: Swallenia alexandrae (Swallen) Soderstr. i H.F.Decker, és originària de Califòrnia.
El gènere va ser descrit per Thomas Robert Soderstrom i Henry Fleming Decker i publicat a Madroño 17(3): 88. 1963.
Etimologia
El nom del gènere va ser atorgat en honor de Jason Richard Swallen, agrostòleg.
Sinonímia
- Ectosperma alexandrae Swallen